# Candida entomophila
Candida entomophila är en svampart som beskrevs av D.B. Scott, van der Walt & Klift 1971. Candida entomophila ingår i släktet Candida, ordningen Saccharomycetales, klassen Saccharomycetes, divisionen sporsäcksvampar och riket svampar.   Inga underarter finns listade i Catalogue of Life.